# Johan Madlener
Johannes Josephus Carolus (Johan) Madlener (Eindhoven, 18 februari 1880 – Batavia (Nederlands-Indië) 1 mei 1949) was een Nederlands pianist.
Hij was zoon van muziekonderwijzer Joannes Madlener en Carolina Josephina Hubertina Hendrickx. Hij groeide op in een muzikaal gezin. Broer Peter Madlener was muziekleraar in Eindhoven en speelde cello; broer Joseph Madlener was muziekonderwijzer in Katwijk en speelde viool.
Zelf was hij in 1905/1906 in getrouwd met pianiste Catharina Henrietta Maria Vrins. Vlak daarna in 1906 trok het echtpaar naar Batavia om er les te geven aan de Bataviasche Muziekschool, alwaar hij tevens een van der directeuren werd. Het echtpaar woonde daarna enige tijd in Berlijn (daar werd hun zoon Ernst Maarten in 1915 geboren) en Den Haag (1915-1925). Ze vestigden zich in Surabaya, eveneens als musici en muziekdocenten; hij werd ook dirigent van het plaatselijk Kunstkringorkest (Soerabajase Orkest) en oratoriumvereniging. In Batavia was hij nog een korte periode leider van een kinderkoor. Door de verschrikkingen van de  Tweede Wereldoorlog kon hij na de Japanse capitulatie de draad niet meer oppakken. 
Hij was de leraar van een beginnende Fania Chapiro, die hij ook de ruimte gaf op te treden met genoemd orkest.